# Corporación Eléctrica Nacional
La Corporación Eléctrica Nacional, S.A. estilizado como CORPOELEC, es una empresa de energía eléctrica Venezolana con sede en Caracas, Venezuela. Es una empresa netamente gubernamental encargada de la generación, transmisión, distribución y comercialización de la energía eléctrica en Venezuela. Es un ente adscrito al Ministerio del Poder Popular para la Energía Eléctrica (MPPEE).  Anteriormente era conocida como la estatal CADAFE fundada en 1958 y sufrió una reorganización cuando se fusionó con empresas estatales y privadas ENELVEN, ENAGEN, CADAFE, CVG Electrificación del Caroní EDELCA, Energía Eléctrica de la Costa Oriental del Lago ENELCO, Energía eléctrica de Barquisimeto ENELBAR, Sistema eléctrico de Nueva Esparta SENECA, así como otras empresas en proceso de adquisicón, intervenidas o judiacilisadas, por el Expresidente Hugo Rafael Chávez Frías el 31 de julio de 2007.

## Historia
A finales del año 2009, un conjunto de circunstancias, como el fenómeno El Niño y los cambios climáticos que afectaron las cuencas hidrográficas destinadas a la generación hidroeléctrica y, pese a la capacidad instalada resultó insuficiente para compensar la disminución de los aportes energéticos, lo cual limitó el suministro de energía en todos los sectores del país.
Es por ello, que se crea el Ministerio de Poder Popular para la Energía Eléctrica, el 21 de octubre de 2009 bajo Decreto N°. 6.991 y publicado en Gaceta Oficial N°. 39.294 del 28 de octubre de 2009, con el objetivo de lograr la eficacia y eficiencia del Sistema Eléctrico Nacional, y realizar la reestructuración de la Corporación Eléctrica Nacional (CORPOELEC).
El 28 de octubre de 2009, es designado Ángel Luis Rodríguez Gamboa, como primer ministro del Poder Popular para la Energía Eléctrica y Presidente de CORPOELEC, según el Decreto número 6.995, publicado en la Gaceta Oficial N° 39.294.
El presidente Hugo Chávez decreta el estado de emergencia el 8 de febrero de 2010, en el cual se insta al ministerio, en conjunto con otros organismos del Estado, a realizar programas educativos y campañas comunicacionales en las cuales se estimule a la población a hacer uso eficiente y al ahorro de la energía eléctrica, puesto que la demanda de la misma estaba experimentando un crecimiento acelerado.
El ministro del Poder Popular para la Energía Eléctrica tiene a su vez la condición de Presidente de la Corporación Eléctrica Nacional S. A. (CORPOELEC).
Posteriormente, el 15 de enero de 2010, se nombra ministro del Poder Popular para la Energía Eléctrica al ciudadano Alí Rodríguez Araque.

## Corrupción

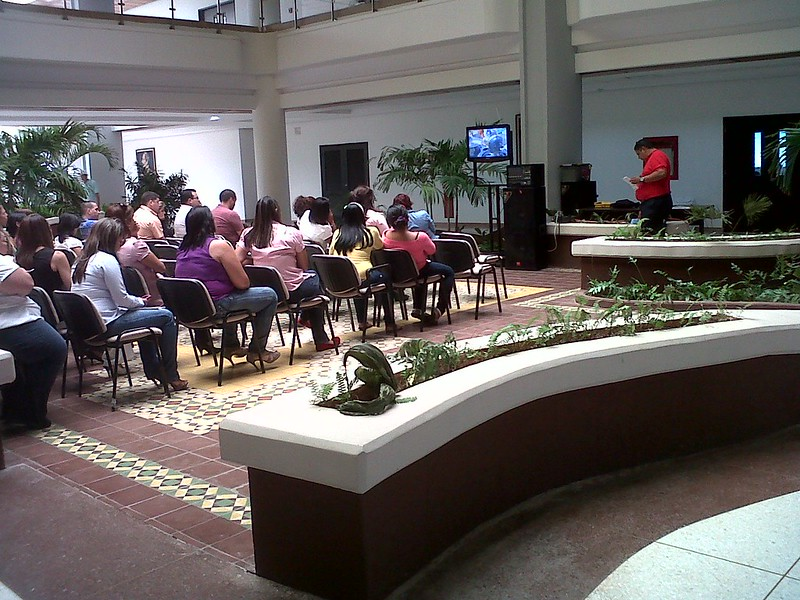
Cursos de ideologizacion política dentro de Enelven en 2012, durante el proceso de centralización y unificación de las filiales

Han surgido críticas significativas respecto a las políticas de restricción del servicio eléctrico implementadas por el gobierno nacional, en particular aquellas que afectan a los centros comerciales. Estas medidas han sido asociadas con un impacto negativo en varios sectores, incluyendo la cultura y el empleo. La empresa estatal Corpoelec ha sido señalada como responsable principal de la crisis, con acusaciones de corrupción y mal manejo que habrían llevado a frecuentes apagones en lugares públicos como cines, teatros, así como en calles, avenidas y autopistas. Se reporta que en ciertas áreas, como El Hatillo, alrededor del 60% de los postes de luz no funcionan correctamente, y en los municipios del área metropolitana de Caracas, los apagones pueden extenderse por varias horas.La restricción de electricidad en centros comerciales ha sido objeto de controversia, considerándose una amenaza para aproximadamente 580 mil empleos y el funcionamiento de unos 600 centros comerciales en todo el país. Esta situación se percibe como especialmente problemática en el marco de una crisis económica caracterizada por escasez y corrupción. Se ha sugerido que estas medidas pueden ser contraproducentes y dañinas para los negocios.
Se plantea también que la Asamblea Nacional debería tomar medidas para interrogar a los directivos de Corpoelec respecto a su presunta negligencia y falta de respuestas adecuadas ante la crisis eléctrica. La situación actual contrasta marcadamente con el pasado de Venezuela, cuando el país exportaba electricidad a regiones como el norte de Brasil y algunas ciudades fronterizas con Colombia.Además, se ha discutido la relación entre la falta de iluminación en las calles y el aumento de la delincuencia. La oscuridad en ciudades se considera un factor que facilita actividades criminales como robos, secuestros y homicidios, exacerbando un clima de inseguridad e impunidad. Estas críticas reflejan una preocupación general por las repercusiones de la crisis eléctrica en la seguridad y la estabilidad económica del país.
Javier Alvarado, exviceministro de Electricidad y expresidente de Corpoelec y Bariven, ha sido una figura central en las investigaciones relacionadas con la corrupción en el sector eléctrico de Venezuela. Según documentos entregados a la justicia de EE. UU., Alvarado ha revelado un esquema de corrupción que data desde el año 2010, involucrando la contratación de equipos y obras para la Emergencia Eléctrica. Estas revelaciones apuntan a directivos de Pdvsa y otros supervisores como presuntos responsables, mientras que Alvarado se desmarca de responsabilidad en contrataciones específicas con empresas como Derwick, Ovarb y KCT.Las aportaciones de Alvarado a la justicia estadounidense parecen estar motivadas por su interés en ganar indulgencia en los casos en su contra. Aunque su abogado en EE. UU. afirma que proporcionó información valiosa, no se detalla el alcance completo de su cooperación ni las pruebas presentadas al Gran Jurado.
El caso de Alvarado no es aislado. Ha colaborado anteriormente con el Departamento de Justicia de EE. UU., incluso negociando con el lobbista venezolano Martin Rodil en 2013, aunque esa colaboración no llegó a fructificar.Este escándalo está vinculado al expediente de Luis Carlos De León, exvicepresidente de Asuntos Jurídicos y Finanzas de Corpoelec. Alvarado, quien fue superior de De León desde la compra de la Electricidad de Caracas en 2007 hasta 2010, remitió una carta en 2010 confirmando un esquema de tráfico de influencias y corrupción en Corpoelec y Pdvsa. De León fue destituido de sus cargos, pero mantuvo vínculos con ejecutivos de alto rango en Pdvsa.
Un punto importante en la investigación fue la participación de Oswaldo González, gerente de Protección Control y Pérdida (PCP) de Corpoelec, quien fue asesinado en 2015. González había recopilado información detallada sobre el esquema corrupto, incluyendo vínculos con cuentas en el Banco Privado de Andorra.Además, Alvarado enfrenta acusaciones de haber otorgado contratos irregulares a empresas como Derwick durante su gestión en Corpoelec, con evidencias de sobreprecios y posibles conflictos de interés. Estas acusaciones también involucran a otros altos funcionarios de Pdvsa y Corpoelec, revelando un panorama complejo de corrupción y malversación en el sector eléctrico venezolano.
En abril de 2023 salieron a la luz más detalles sobre quienes actuaron como testaferros del ministro Luis Motta Domínguez, se trata del coronel Aquiles Rojas Patiño y el coronel Herrera Pino ligados al caso de corrupción eléctrico, del robo de material estratégico, informaron en calidad de imputados que actuaron como testigos presenciales. La negociación del pago de soborno se realizó a través del general de división Eustiquio José Lugo Gómez, viceministro de Finanzas, Inversiones y Alianzas Estratégicas del MPPEE. Uno de los testimonios que sustenta la investigación dice que “Motta pecha a los empresarios a través de su “encargado” de compras, (el general Eustiquio Lugo Gómez) a quienes imponen doblar el precio de modo que puedan pagarle el 50 por ciento de anticipo de las operaciones”. La mayoría de pagos del soborno debían ser en efectivo o depositados en una cuenta N de Banesco en USA, confirmado por los dos militares imputados.

## Sistema Eléctrico Nacional (SEN)
El Sistema Eléctrico Nacional o Sistema Interconectado Nacional de Venezuela (SEN) fue desarrollado en 1964 y su objetivo principal es repartir la energía de las centrales hidro y termoeléctricas por medio de un sistema de cableado de transmisión de alto voltaje hacia las grandes ciudades y la capital Caracas, está distribuido por tres ramales o líneas de transmisión principales, la primera es una línea de 765 kW más conocida como la línea 800, la segunda de 400 kW y la tercera línea de 230 kW con un amplio número de infraestructuras y subestaciones las cuales inician en el Guri en el estado Bolívar y atraviesan el estado Anzoátegui y el estado Guárico recorriendo más de 800 km de zonas de montaña que requieren del uso de dos helicóptero para el mantenimiento de las líneas, el SEN esta administrado desde el 2007 por Corpoelec.
La generación de energía eléctrica existente en Venezuela es originada en 6 plantas hidroeléctricas, ubicadas en los estados Bolívar, Barinas, Mérida y Táchira, que producen el 62% de la generación instalada (unos 14.630 MW) . También cuenta con 53 plantas termoeléctricas, ubicadas en varios estados y 7 plantas más en ejecución, en el resto del país. Además, 25 plantas de generación distribuida (grupos electrógenos), ubicadas en los estados Apure, Carabobo, Barinas, Mérida, Táchira, Trujillo, Monagas, Miranda, Guárico, Amazonas, Anzoátegui, Nueva Esparta y Falcón, cuenta con dos parques eólicos ubicados en La Guajira y Paraguaná que no están en funcionamiento.
| Nombre                                                             | Municipio             | Estado        | Tipo               | Combustible | Grupos | Potencia Instalada | Localización                                                  | Año  |
| ------------------------------------------------------------------ | --------------------- | ------------- | ------------------ | ----------- | ------ | ------------------ | ------------------------------------------------------------- | ---- |
| Planta termoeléctrica India Urquia                                 | Paz Castillo          | Miranda       | Ciclo Combinado    | Gas natural | 6      | 920 MW             | 10°17′24.0549″N 66°40′56.5589″O / 10.290015250, -66.682377472 |      |
| Planta termoeléctrica La Raisa                                     | Rojas                 | Miranda       | Ciclo Convencional | Gas natural | 7      | 360 MW             | 10°15′23.6661″N 66°47′30.7899″O / 10.256573917, -66.791886083 |      |
| Planta termoeléctrica Planta Sur                                   | Rojas                 | Miranda       | Ciclo Convencional | Gas natural | 4      | 110 MW             | 10°14′9.9340″N 66°47′44.0568″O / 10.236092778, -66.795571333  | 2014 |
| Planta termoeléctrica José María España                            | Los Salias            | Miranda       | Ciclo Convencional | Gas natural | 5      | 400 MW             | 10°25′17.5489″N 66°57′18.7594″O / 10.421541361, -66.955210944 |      |
| Planta termoeléctrica La Mariposa                                  | Los Salias            | Miranda       | Ciclo Convencional | Gas natural | 1      | 40 MW              | 10°24′29.8177″N 66°55′55.2128″O / 10.408282694, -66.932003556 |      |
| Planta termoeléctrica Guarenas                                     | Zamora                | Miranda       | Ciclo Convencional | Gas natural | 4      | 160 MW             | 10°28′11.2771″N 66°34′2.2989″O / 10.469799194, -66.567305250  | 2012 |
| Planta termoeléctrica Ricardo Zuloaga (Tacoa)                      | Vargas                | La Guaira     | Ciclo Convencional | Gas natural | 5      | 1320 MW            | 10°35′7.2525″N 67°4′52.6536″O / 10.585347917, -67.081292667   |      |
| Barcaza termoeléctrica Josefa Rufina                               | Vargas                | La Guaira     | Ciclo Convencional | Gas natural | 1      | 150 MW             | 10°35′13.3924″N 67°4′37.7414″O / 10.587053444, -67.077150389  |      |
| Barcaza termoeléctrica Margarita                                   | Vargas                | La Guaira     | Ciclo Convencional | Gas natural | 1      | 150 MW             | 10°35′14.4459″N 67°4′37.6159″O / 10.587346083, -67.077115528  |      |
| Planta termoeléctrica Josefa Joaquina Sánchez Bastidas (El Picure) | Vargas                | La Guaira     | Ciclo Convencional | Gas natural | 4      | 110 MW             | 10°35′7.2473″N 67°4′52.5987″O / 10.585346472, -67.081277417   |      |
| Planta termoeléctrica Planta Centro                                | Juan José Mora        | Carabobo      | Ciclo Convencional | Gas natural | 6      | 2600 MW            | 10°29′42.7033″N 68°9′18.7586″O / 10.495195361, -68.155210722  | 1978 |
| Planta termoeléctrica TermoCarabobo                                | Juan José Mora        | Carabobo      | Ciclo Convencional | Gas natural | 4      | 600 MW             | 10°29′2.8783″N 68°8′57.2120″O / 10.484132861, -68.149225556   |      |
| Planta termoeléctrica Pedro Camejo                                 | Valencia              | Carabobo      | Ciclo Convencional | Gas natural | 2      | 300 MW             | 10°10′37.8282″N 67°56′46.3657″O / 10.177174500, -67.946212694 | 2006 |
| Planta termoeléctrica Castillito                                   | San Diego             | Carabobo      | Ciclo Convencional | Gas natural | 4      | 60 MW              | 10°11′18.2400″N 67°57′10.4400″O / 10.188400000, -67.952900000 | 1975 |
| Planta termoeléctrica Planta del Este                              |                       | Carabobo      | Ciclo Convencional | Gas natural | 8      | 120 MW             |                                                               |      |
| Planta termoeléctrica José Félix Ribas (La Cabrera)                | Diego Ibarra          | Carabobo      | Ciclo Convencional | Gas natural | 3      | 450 MW             | 10°15′17.2468″N 67°40′31.9250″O / 10.254790778, -67.675534722 |      |
| Planta termoeléctrica Turboven                                     | Girardot              | Aragua        | Ciclo Convencional | Gas natural | 2      | 30 MW              | 10°13′37.8560″N 67°36′27.5543″O / 10.227182222, -67.607653972 |      |
| Planta termoeléctrica Termozulia                                   | La Cañada de Urdaneta | Zulia         | Ciclo Combinado    | Gas natural | 9      | 1220 MW            | 10°29′9.0400″N 71°37′56.9846″O / 10.485844444, -71.632495722  | 2003 |
| Planta termoeléctrica Ramón Laguna                                 | Maracaibo             | Zulia         | Ciclo Convencional | Gas natural | 5      | 640 MW             | 10°35′55.7407″N 71°36′52.0266″O / 10.598816861, -71.614451833 |      |
| Planta termoeléctrica Rafael Urdaneta                              | La Cañada de Urdaneta | Zulia         | Ciclo Convencional | Gas natural | 11     | 155 MW             | 10°29′37.5803″N 71°38′10.4442″O / 10.493772306, -71.636234500 |      |
| Planta termoeléctrica Bajo Grande                                  | La Cañada de Urdaneta | Zulia         | Ciclo Convencional | Gas natural | 2      | 80 MW              | 10°30′12.5780″N 71°38′56.2474″O / 10.503493889, -71.648957611 |      |
| Planta termoeléctrica San Timoteo                                  | Baralt                | Zulia         | Ciclo Convencional | Gas natural | 2      | 160 MW             | 9°47′10.2517″N 71°3′47.3386″O / 9.786181028, -71.063149611    |      |
| Planta termoeléctrica San Lorenzo                                  | Baralt                | Zulia         | Ciclo Convencional | Gas natural | 4      | 150 MW             | 9°47′11.6763″N 71°4′14.1828″O / 9.786576750, -71.070606333    |      |
| Planta termoeléctrica Casigua                                      | Jesús María Semprun   | Zulia         | Ciclo Convencional | Gas natural | 4      | 60 MW              | 8°40′46.7346″N 72°33′58.6215″O / 8.679648500, -72.566283750   |      |
| Planta termoeléctrica Guaicaipuro                                  | Maracaibo             | Zulia         | Ciclo Convencional | Gas natural | 2      | 80 MW              | 10°42′14.8659″N 71°40′44.4227″O / 10.704129417, -71.679006306 |      |
| Barcaza termoeléctrica Antonio Nicolás Briceño                     |                       | Zulia         | Ciclo Convencional | Gas natural | 1      | 80 MW              |                                                               |      |
| Planta termoeléctrica Santa Bárbara del Zulia                      | Colon                 | Zulia         | Ciclo Convencional | Gas natural | 2      | 30 MW              | 8°57′59.3446″N 71°53′52.6131″O / 8.966484611, -71.897948083   |      |
| Planta termoeléctrica Josefa Camejo                                | Los Taques            | Falcón        | Ciclo Convencional | Gas natural | 3      | 450 MW             | 11°45′0.1533″N 70°10′17.7419″O / 11.750042583, -70.171594972  |      |
| Planta termoeléctrica Coro                                         | Miranda               | Falcón        | Ciclo Convencional | Gas natural | 7      | 90 MW              | 11°22′54.7454″N 69°42′54.3421″O / 11.381873722, -69.715095028 |      |
| Planta termoeléctrica Punto Fijo                                   |                       | Falcón        | Ciclo Convencional | Gas natural | 5      | 75 MW              |                                                               |      |
| Planta termoeléctrica Bloque 8 - Complejo Refinador Paraguaná      |                       | Falcón        | Ciclo Convencional | Gas natural | 3      | 300 MW             |                                                               |      |
| Planta termoeléctrica Dabajuro                                     |                       | Falcón        | Ciclo Convencional | Gas natural | 3      | 30 MW              |                                                               |      |
| Planta termoeléctrica Barquisimeto                                 |                       | Lara          | Ciclo Convencional | Gas natural | 8      | 170 MW             |                                                               |      |
| Planta termoeléctrica Argimiro Gabaldon                            | Palavecino            | Lara          | Ciclo Convencional | Gas natural | 3      | 120 MW             |                                                               |      |
| Planta termoeléctrica Juan de Villegas                             |                       | Lara          | Ciclo Convencional | Gas natural | 1      | 40 MW              |                                                               |      |
| Planta termoeléctrica Tachira                                      | García De Hevia       | Táchira       | Ciclo Convencional | Gas natural | 11     | 190 MW             | 8°10′2.9231″N 72°13′47.5110″O / 8.167478639, -72.229864167    |      |
| Planta termoeléctrica El Vigía                                     |                       | Mérida        | Ciclo Convencional | Gas natural | 2      | 30 MW              |                                                               |      |
| Planta termoeléctrica Don Luis Zambrano                            | Alberto Adriani       | Mérida        | Ciclo Convencional | Gas natural | 3      | 450 MW             | 8°33′33.3902″N 71°46′10.7557″O / 8.559275056, -71.769654361   |      |
| Planta termoeléctrica Monay                                        |                       | Trujillo      | Ciclo Convencional | Gas natural | 2      | 20 MW              |                                                               |      |
| Planta termoeléctrica Termobarranca                                | Obispos               | Barinas       | Ciclo Convencional | Gas natural | 1      | 150 MW             | 8°41′50.1653″N 70°12′29.7798″O / 8.697268139, -70.208272167   |      |
| Planta termoeléctrica Guanapa                                      |                       | Barinas       | Ciclo Convencional | Gas natural | 1      | 40 MW              |                                                               |      |
| Planta termoeléctrica Central Azucarero Ezequiel Zamora            |                       | Portuguesa    | Ciclo Convencional | Gas natural | 1      | 80 MW              |                                                               |      |
| Planta termoeléctrica Alfredo Salazar                              | Anaco                 | Anzoátegui    | Ciclo Convencional | Gas natural | 5      | 200 MW             | 9°23′26.8739″N 64°27′9.8802″O / 9.390798306, -64.452744500    |      |
| Planta termoeléctrica San Diego de Cabrutica                       |                       | Anzoátegui    | Ciclo Convencional | Gas natural | 2      | 300 MW             |                                                               |      |
| Planta termoeléctrica Guanta                                       | Guanta                | Anzoátegui    | Ciclo Convencional | Gas natural | 4      | 110 MW             | 10°14′5.2624″N 64°34′49.5722″O / 10.234795111, -64.580436722  |      |
| Planta termoeléctrica Alberto Lovera                               |                       | Anzoátegui    | Ciclo Convencional | Gas natural | 2      | 300 MW             |                                                               |      |
| Planta termoeléctrica El Furrial                                   | Maturín               | Monagas       | Ciclo Convencional | Gas natural | 4      | 160 MW             | 9°42′4.2109″N 63°28′4.4611″O / 9.701169694, -63.467905861     |      |
| Planta termoeléctrica Petromonagas                                 |                       | Monagas       | Ciclo Convencional | Gas natural | 2      | 30 MW              |                                                               |      |
| Planta termoeléctrica Santa Bárbara                                |                       | Monagas       | Ciclo Convencional | Gas natural | 1      | 15 MW              |                                                               |      |
| Planta termoeléctrica Jusepin                                      |                       | Monagas       | Ciclo Convencional | Gas natural | 1      | 15 MW              |                                                               |      |
| Planta termoeléctrica Antonio José de Sucre                        | Sucre                 | Sucre         | Ciclo Convencional | Gas natural | 2      | 300 MW             | 10°24′1.0645″N 64°10′1.6517″O / 10.400295694, -64.167125472   |      |
| Planta termoeléctrica Juan Manuel Valdez Guiria                    | Valdez                | Sucre         | Ciclo Convencional | Gas natural | 4      | 600 MW             | 10°33′42.5792″N 62°18′35.7964″O / 10.561827556, -62.309943444 |      |
| Planta termoeléctrica Luisa Cáceres de Arismendi                   | Mariño                | Nueva Esparta | Ciclo Convencional | Gas natural | 16     | 270 MW             | 10°56′21.5251″N 63°53′17.8870″O / 10.939312528, -63.888301944 |      |
| Planta termoeléctrica Juan Bautista Arismendi                      | Tubores               | Nueva Esparta | Ciclo Convencional | Gas natural | 4      | 180 MW             | 10°52′45.1200″N 64°1′58.0800″O / 10.879200000, -64.032800000  | 2013 |
| Planta termoeléctrica Cayaurima                                    | Heres                 | Bolívar       | Ciclo Convencional | Gas natural | 2      | 20 MW              | 8°6′31.0571″N 63°31′30.3166″O / 8.108626972, -63.525087944    |      |
| Planta termoeléctrica Planta A (SIDOR)                             |                       | Bolívar       | Ciclo Convencional | Gas natural | 1      | 150 MW             |                                                               |      |
| Planta termoeléctrica Puerto Ayacucho                              |                       | Amazonas      | Ciclo Convencional | Gas natural | 2      | 20 MW              |                                                               |      |
| Planta termoeléctrica San Fernando                                 |                       | Apure         | Ciclo Convencional | Gas natural | 3      | 45 MW              |                                                               |      |
| Planta termoeléctrica Ezequiel Zamora                              |                       | Guárico       | Ciclo Convencional | Gas natural | 1      | 150 MW             |                                                               |      |

## Antiguas empresas regionales
Originalmente estaba dividida en empresas regionales unificadas, posteriormente, a partir de la entrada en vigencia del Decreto-Ley N° 5.330, de 31 de julio de 2007.
- Electrificación del Caroní, C.A. (EDELCA)
- Energía Eléctrica de Venezuela, C.A. (ENELVEN)
- Empresa Nacional de Generación C.A: (ENAGER)
- Compañía de Administración y Fomento Eléctrico C.A. (CADAFE)
- Energía Eléctrica de la Costa Oriental del Lago C.A.: (ENELCO)
- Energía Eléctrica de Barquisimeto C.A. (ENELBAR)
- Sistema Eléctrico del Estado Nueva Esparta (SENECA)
- La Electricidad de Caracas (La EDC)
- C.A. Electricidad de Valencia, (ELEVAL)
- C.A. Luz y Fuerza Eléctrica de Puerto Cabello, (CALIFE)
- TURBOVEN MARACAY COMPANY INC, (TURBOVEN)
- Electricidad de la Ciudad de  Bolívar C.A. (ELEBOL)
- Luz Eléctrica del Yaracuy  C.A. (CALEY)
- Planta Termoeléctrica GENEVAPCA C.A.